# ルイーゼ・フォン・アンハルト＝デッサウ (1798-1858)
ルイーゼ・フリーデリケ・フォン・アンハルト＝デッサウ（Luise Friederike von Anhalt-Dessau, 1798年3月1日 - 1858年6月11日）は、ドイツの諸侯アンハルト＝デッサウ家の公女。叔父のヘッセン＝ホンブルク方伯グスタフと結婚した。

## 生涯
アンハルト＝デッサウ公世子フリードリヒと、その妻でヘッセン＝ホンブルク方伯フリードリヒ5世の娘アマーリエの間の第5子・次女。先天的な聾唖の障害を持って生まれた。
1818年2月12日にデッサウで、母の実弟ヘッセン＝ホンブルク公子グスタフと結婚。夫婦は3人の子を持った。
- カロリーネ・アマーリエ・エリーザベト・アウグステ・フリーデリケ・ルドヴィーケ・クリスティアーネ・ヨゼフィーネ・レオポルディーネ・ゲオルゲ・ベルンハルディーネ・ヴィルヘルミーネ・ヴォルデマーレ・シャルロッテ（1819年 - 1872年） - 1839年兄系ロイス侯ハインリヒ20世と結婚
- エリーザベト・ルイーゼ・フリーデリケ（1823年 - 1864年）
- フリードリヒ・ルートヴィヒ・ハインリヒ・グスタフ（1830年 - 1848年）

一家はバート・ホンブルク方伯城庭園の一部を構成するグスタフ庭園（Gustavsgarten）に、ルイーゼが「アッカティウム（Accatium）」と名付けた居館を構え、この館に深い愛着を抱いていた。また、ルイーゼは実家デッサウのヴェルリッツ公園にも愛着を抱いており、夫と一緒に公園内にドーリア式の柱廊を備えたパラダイス（東屋の一種）を建設、この建物は1830年以降ティーサロンとして利用された。
夫は1846年に方伯領の君主となったが、2年後の1848年9月に亡くなった。また、同年1月には「ホンブルク唯一の希望（die Hoffnung Homburgs）」と呼ばれていた夫妻の一人息子フリードリヒが18歳で病死しており、ヘッセン＝ホンブルク家の断絶が事実上確実となった。ルイーゼは夫と息子に先立たれた10年後の1858年に亡くなり、バート・ホンブルク城内の方伯家霊廟に葬られた。